# Ennearthron spenceri
Ennearthron spenceri is een keversoort uit de familie houtzwamkevers (Ciidae). De wetenschappelijke naam van de soort werd in 1962 gepubliceerd door Melville Harrison Hatch.